# Nahverkehr in Norderney

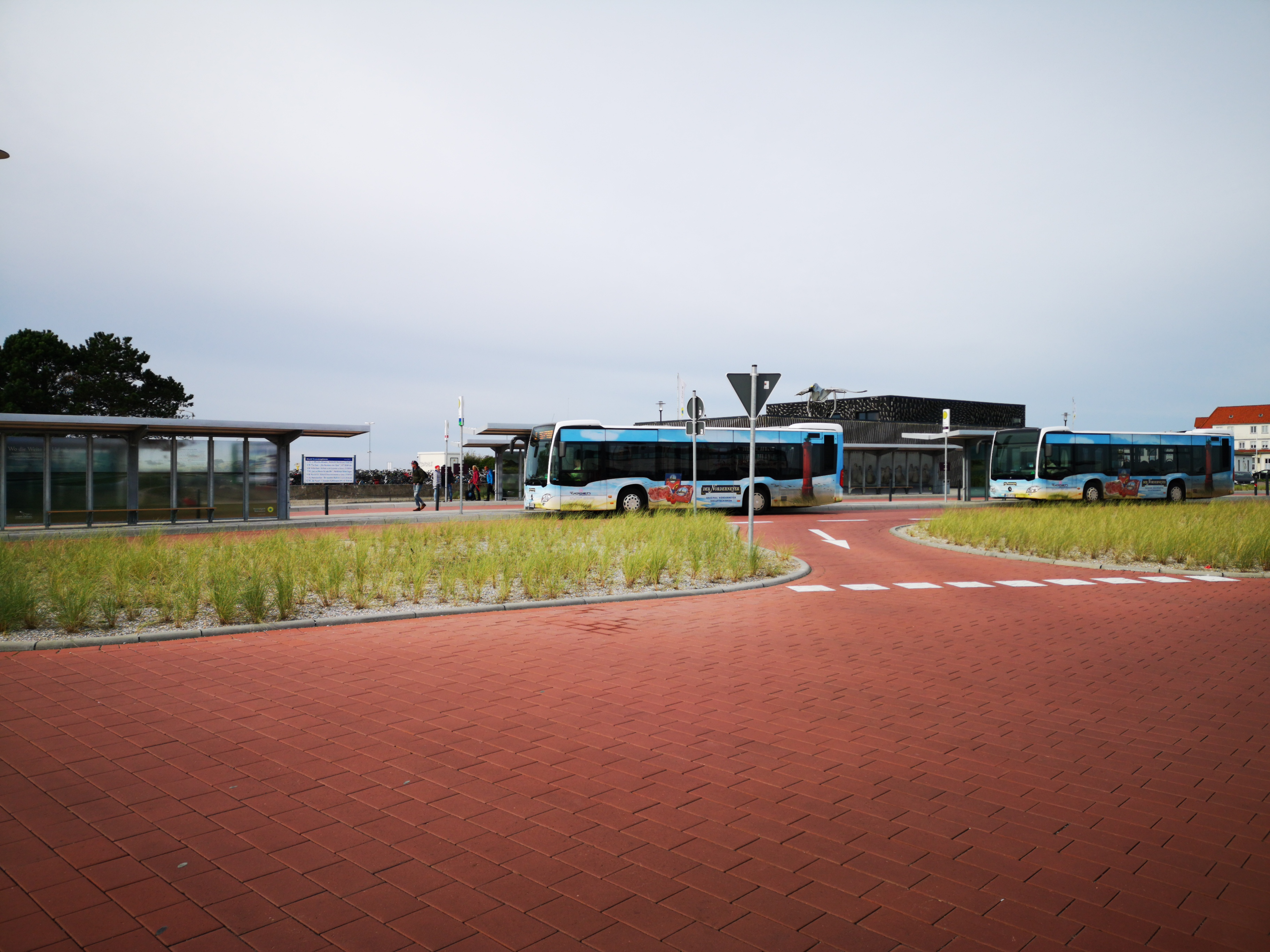
Busbahnhof am Hafen

Der Nahverkehr in Norderney mittels Omnibussen wird von den beiden auf Norderney ansässigen Unternehmen Peter Tjaden Nahverkehrs GmbH (zur Unternehmensgruppe der Reederei Norden-Frisia gehörend) und Omnibusverkehr Fischer betrieben. Sie betreiben auf der Insel Norderney derzeit (Stand: Juni 2022) sechs Buslinien.

## Aktuelle Buslinien
| Linie | Betreiber    | Verlauf | Betriebsdauer                                   |
| ----- | ------------ | --- | ----------------------------------------------- |
| 1     | Peter Tjaden | Hafen / Fähranleger – Bülowallee – Weststrand / Kurplatz – Damenpfad Mitte – Milchbar – Kaiserstraße / Europäischer Hof – Georgshöhe – Moltkestraße – Winterstraße Mitte – Rosengarten – Hafen / Fähranleger | 06:00 – 19:30 Uhr freitags auch gegen 21:30 Uhr |
| 2     | Peter Tjaden | Hafen / Fähranleger – Marienstraße – Lucius- / Langestraße – Busbahnhof / Jann-Berghaus-Straße – Seniorenzentrum – Seeklinik – Thomas Morus – Kapitänseck – Lucius- / Maybachstraße – Hafen / Fähranleger | 06:00 – 19:30 Uhr freitags auch gegen 21:30 Uhr |
| 3     | Peter Tjaden | Hafen / Fähranleger – Marienstraße – Lucius- / Langestraße – Busbahnhof / Jann-Berghaus-Straße – Wasserturm – Richthofen- / Südstraße – Lüttje Legde – Birkenweg / Bahnhof Stelldichein – Meierei – Lippestraße / Krankenhaus – Rheinstraße / Birkenweg – Remmer-Harms-Eck – Waldweg – Nordbad / Cornelius – Am Kap – Wasserturm – Busbahnhof / Jann-Berghaus-Straße – Lucius- / Langestraße – Marienstraße – Hafen / Fähranleger | 06:00 – 19:30 Uhr freitags auch gegen 21:30 Uhr |
| 4     | Bus Fischer  | Busbahnhof / Jann-Berghaus-Straße – Wasserturm – Richthofen- / Südstraße – Lüttje Legde – Birkenweg – Meierei – Schießstand – Dünensender – Um Ost – Golfplatz – Flugplatz – Leuchtturm / Flugplatz – Leuchtturm – Abzweig Eiland – Oase | 10:00 – 17:30 Uhr                               |
| 5     | Peter Tjaden | Busbahnhof / Jann-Berghaus-Straße – Wasserturm – Richthofen- / Südstraße – Lüttje Legde – Birkenweg / Bahnhof Stelldichein – Meierei – Weiße Düne | 10:00 – 17:30 Uhr                               |
| 6     | Peter Tjaden | Rosengarten – Hafen / Fähranleger – Am Fischereihafen – Birkenweg / Bahnhof Stelldichein – Meierei – Weiße Düne, Rückfahrt über Rosengarten zum Hafen / Fähranleger | 09:45 – 12:15 Uhr 15:30 – 15:45 Uhr             |

## Geschichte

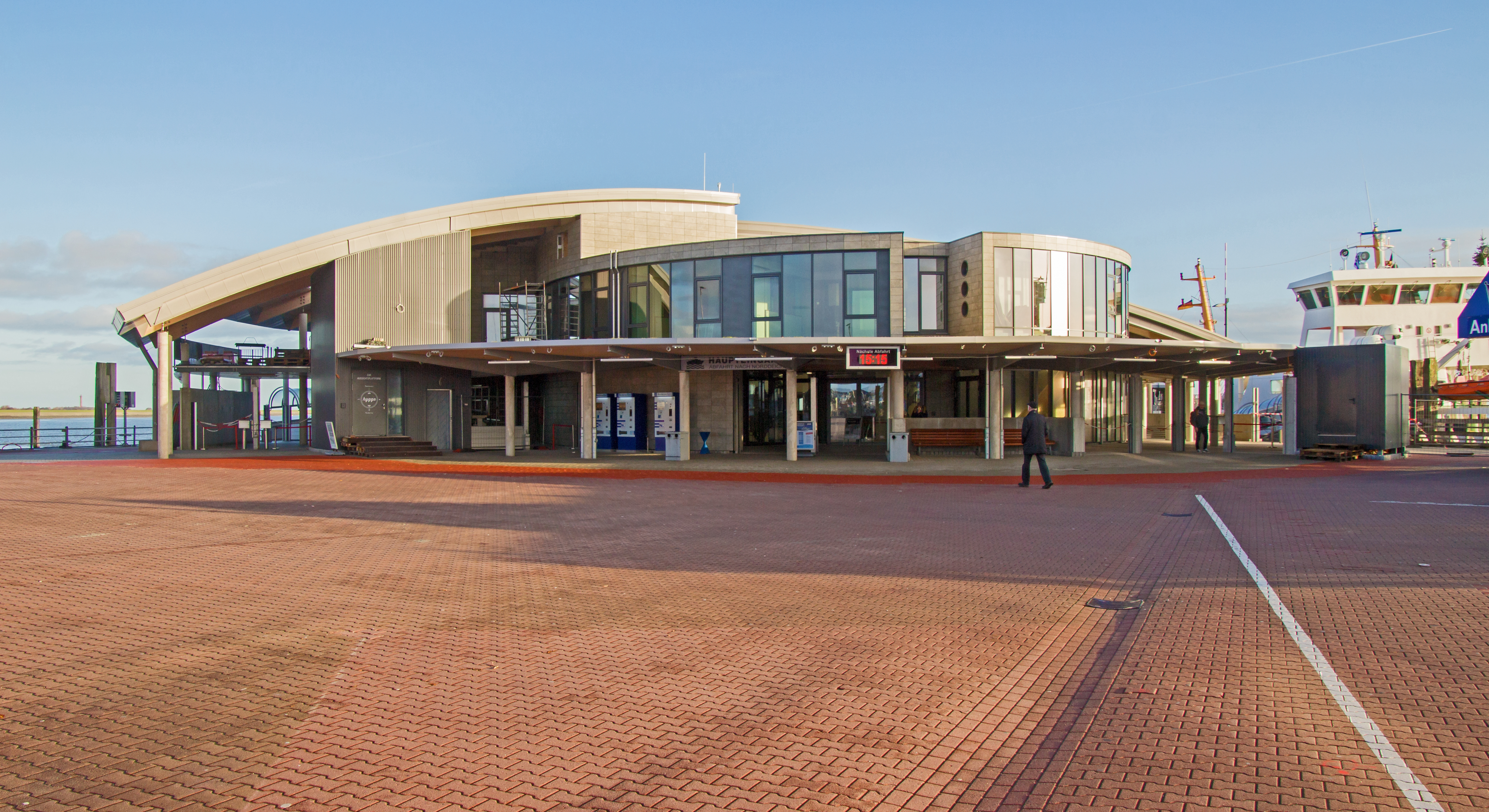
Im 2017 fertiggestellten Hafenterminal ist das Unternehmen Peter Tjaden untergebracht

Die Peter Tjaden Nahverkehrs GmbH wurde 1980 gegründet. Die Reederei Norden-Frisia erwarb die Gesellschaftsanteile zum 1. November 2012. Die vom Hafen ausgehenden Fahrten sind an die Ankunftszeit der Fähren der Reederei angepasst. Nachdem die Mehrzweckhalle des Unternehmens am 14. August 2013 durch einen Brand komplett zerstört wurde, begann der Wiederaufbau an gleicher Stelle im Industriegebiet. Die eingesetzten Busse erfüllen die Euro 6-Abgasnorm und sind vom Platzangebot an die Bedürfnisse mit Gepäck an- und abreisender Gäste angepasst. Im April 2018 bezog das Unternehmen die neue Geschäftsstelle im neuen Hafenterminal. Neben dem Hafenterminal wurde die davor liegende Verkehrsflächen vollständig erneuert.

## Flotte
Die Busflotte von Peter Tjaden besteht aus sechs Niederflurbussen von MAN, Mercedes und Solaris. Alle Busse sind einheitlich mit Werbung beklebt, die den auf der Insel hergestellten Norderneyer Seeluftschinken thematisiert. Bus Fischer setzt Niederflurbusse der Hersteller Mercedes und VDL ein.

## Ehemalige Buslinien
| Linie | Verlauf |
| ----- | --- |
| 7     | Busbahnhof / Jann-Berghaus-Straße – Lucius- / Maybachstraße – Moltkestraße – Georgshöhe – Kaiserstraße / Europäischer Hof – Friedrichstraße / Poststraße – Milchbar – Damenpfad Mitte – Weststrand / Kurplatz – Haus Schiffahrt – Rosengarten – Marienstraße – Lucius- / Langestraße – Busbahnhof / Jann-Berghaus-Straße – Wasserturm – Südstraße – Lüttje Legde / Südstraße – Am Fischerhafen – Birkenweg / Bahnhof Stelldichein – Meierei – Lippestraße / Krankenhaus – Rheinstraße / Birkenweg – Remmer-Harms-Eck – Waldweg – Nordbad / Cornelius – Am Kap – Wasserturm – Busbahnhof / Jann-Berghaus-Straße |
| 8     | Birkenweg / Bahnhof Stelldichein – Lüttje Legde – Richthofen- / Südstraße – Wasserturm – Marienstraße – Rosengarten – Haus Schiffahrt – Hafen / Fähranleger – Sportboothafen / Neys-Place – Am Fischereihafen – Birkenweg / Bahnhof Stelldichein – Meierei – Weiße Düne |